# Лозаннский договор (1564)
Лозаннский договор — договор, подписанный в Лозанне 30 октября 1564 года между савойским герцогом Эммануилом Филибертом и представителями Берна.

## Предыстория
Во время Итальянских войн земли Савойского дома оказались под французской оккупацией. В 1559 году по Като-Камбрезийскому миру герцог Эммануил Филиберт получил их обратно, однако Тонон-ле-Бен, Жекс и замок Тернье с 1536 года оставались под бернской оккупацией.

## Условия договора
В соответствии с договором Савойя сохраняла свой сюзеренитет над Тононом, Жексом и Тернье, однако отказывалась от Женевы и Во, а также губернаторства Эгль (общины Эгль, Оллон, Бе и Ормон).